# Diemen Zuid
Diemen Zuid – stacja kolejowa w Diemen, w prowincji Holandia Północna, w Holandii. Stacja została otwarta w 1993.
| Diemen Zuid          |  |                              |
| Linia                |  |                              |
| Weespodległość: 2 km |  | Duivendrecht odległość: 3 km |